# Ben-Zion Orgad
Ben-Zion Orgad, izraelski skladatelj nemškega rodu, * 21. avgust 1926, Gelsenkirchen, Nemčija, † 28. april 2006, Tel Aviv, Izrael.
Zaradi prihoda NSDAP na oblast je leta 1933 emigriral v Britanskem mandatu za Palestino.